# Moma (rzeka)
Moma – rzeka w azjatyckiej części Rosji, w Jakucji; prawy dopływ Indygirki. Długość 406 km; powierzchnia dorzecza 30 200 km².
Źródła w górach Ułachan-Czistaj, najwyższym pasmie Gór Czerskiego; płynie w kierunku północno-zachodnim w dolinie pomiędzy pasmami Ułachan-Czistaj i Czemałginskij chriebiet, a Górami Momskimi; w środkowym i dolnym biegu występują liczne progi i bystrza.
Zamarza od października do czerwca, tworząc wielkie zatory lodowe (powierzchnia do 180 km²); zasilanie głównie deszczowe.